# Somogyszob
Somogyszob è un comune dell'Ungheria di 1 678 abitanti (dati 2001) situato nella contea di Somogy, nell'Ungheria centro-occidentale.